# Morti nel 977
| Questa pagina contiene informazioni ricavate automaticamente dalle voci biografiche con l'ausilio del template Bio e di un bot. L'aggiornamento è periodico e automatico e ricostruisce completamente la pagina. Se manca una persona in questa lista, sei pregato di non aggiungerla, ma accertati piuttosto che la sua voce biografica contenga il template Bio e che i dati anagrafici siano correttamente compilati. Se il template Bio manca, inseriscilo tu stesso o, in alternativa, metti l'avviso {{tmp\|Bio}} che ne segnala la mancanza. Se i dati riportati sono sbagliati, correggi direttamente la voce biografica; le modifiche saranno visibili in questa lista entro pochi giorni. Per chiarimenti vedi il progetto biografie. La lista contiene solo le 10 persone che sono citate nell'enciclopedia e per le quali è stato implementato correttamente il template Bio. Pagina aggiornata al 13 gen 2025. |

- 1º marzo - Rudesindo, vescovo e santo spagnolo (n. 907)
- 5 giugno - Teodorico I di Treviri, arcivescovo tedesco
- 8 novembre - Ibn al-Qūṭiyya, filosofo, poeta e storico spagnolo
- 11 novembre - Mina II di Alessandria, arcivescovo cristiano orientale egiziano
- Amlaib di Scozia, re scozzese
- Ashot III, sovrano armeno
- Dubrawka, nobile ceca
- Boris II di Bulgaria, sovrano bulgaro
- Ivar di Limerick, re
- Oleg Svjatoslavič, principe russo